# Sant'Angelo in Pontano
Sant'Angelo in Pontano é uma comuna italiana da região dos Marche, província de Macerata, com cerca de 1.496 habitantes. Estende-se por uma área de 27,43 km², tendo uma densidade populacional de 55 hab/km². Faz fronteira com Falerone (FM), Gualdo, Loro Piceno, Montappone (FM), Penna San Giovanni, Ripe San Ginesio, San Ginesio.

## Demografia
| Variação demográfica do município entre 1861 e 2011                               |
|                                                                                   |
| Fonte: Istituto Nazionale di Statistica (ISTAT) - Elaboração gráfica da Wikipedia |